# A Menina Índigo
A Menina Índigo é um filme brasileiro de 2016, dirigido por Wagner de Assis, do gênero drama. O filme estreou em 12 de outubro de 2017 nos cinemas.

## Enredo
Sofia (Letícia Braga) é uma criança diferente, que não consegue se adaptar aos estudos. Após apresentar comportamento diferente em sua escola, seu pai, interpretado por Murilo Rosa, é chamado para tomar conhecimento da situação, e assim a relação ente pai e filha, que é distante devido a vida profissional do pai, jornalista, tomar muito de seu tempo, aumenta, e do convívio mais próximo, ele percebe que sua filha tem o dom da cura.

## Elenco
- Murilo Rosa é Ricardo
- Fernanda Machado é Luciana
- Letícia Braga é Sofia
- Priscila Assum
- Nizo Neto é o psiquiatra
- Eriberto Leão é Geremias Souto
- Débora Kalume
- Nika Bonfim